# The European Entomologist
The European Entomologist – czeskie, recenzowane czasopismo naukowe publikujące w dziedzinie lepidopterologii.
Czasopismo to wydawane jest przez Ekologické centrum Orlov i Sphingidae Muzeum. Ukazuje się od 2007 roku. Wychodzi cztery razy do roku. Publikuje oryginalne prace badawcze dotyczące taksonomii, faunistyki i ekologii motyli.